# تارالاندا
تارالاندا (به لاتین: Taralanda) یک منطقهٔ مسکونی در سری‌لانکا است که در استان مرکزی (سری‌لانکا) واقع شده‌است.